# Canon Rock
Canon Rock è un brano musicale di JerryC del 2005, pubblicato su singolo nel 2009.

## Pubblicazione
Canon Rock venne originariamente caricata su Internet nel 2005, dopo che il chitarrista sudcoreano Jeong-Hyun Lim suonò dal vivo una sua cover. La versione di Lim venne visualizzata su YouTube più di 80 milioni di volte, e da lì guadagnò l'attenzione dei media.. Il video musicale di Canon Rock divenne uno dei più visualizzati sul sito web YouTube.. Al massimo della sua popolarità, Canon Rock divenne una delle 10 tablature per chitarra più scaricate sull'archivio online Ultimate Guitar Archive,
Il brano venne edito su maxi singolo ed EP soltanto nel 2009. Entrambi vennero originalmente distribuiti solamente a Taiwan poiché il cantante non ha ancora un contratto per la distribuzione internazionale.

## Tracce

### Maxi singolo
1. Canon Rock
2. Dear Mozart
3. Canon Rock (Kala)
4. Dear Mozart (Kala)

### EP
1. Canon Rock – 5:24
2. Alien Walker (kala) – 5:23
3. No More Distance – 4:43
4. Whose Autumn – 5:24

Durata totale: 20:54